# Кубок Норвегии по футболу 1908
Кубок Норвегии по футболу 1908 (норв. Norgesmesterskapet i fotball for menn 1908) — 7-й розыгрыш Кубка Норвегии по футболу. Турнир проводился в сентября 1908 года. Участие в турнире принимали чемпионы местных ассоциаций 1908 года, за исключением Эстфолла и Кристиании, где был проведен отдельный квалификационный турнир для кубка. «Люн» победил «Одд» со счётом 3:2.

## Первый раунд
| Команда 1       | Результат | Команда 2 |
| --------------- | --------- | --------- |
| 5 сентября 1908 |           |           |
| Люн             | 6:0       | Йёвик-Люн |

- Одд, Квик (Фредриксхальд)[англ.], Эрн[англ.] получили уайлд-кард.

## Полуфинал
| Команда 1        | Результат | Команда 2            |
| ---------------- | --------- | -------------------- |
| 12 сентября 1908 |           |                      |
| Люн              | 2:0       | Ёрн                  |
| Одд              | 5:0       | Квик (Фредриксхальд) |

## Финал
| Люн | 3:2     | Одд |
| --- | ------- | --- |
|     | (отчёт) |     |

| Люн: |  |                      |
|      |  |                      |
| Вр   |  | Аугуст Хейберг Карс  |
| Защ  |  | Олав Тигесен         |
| Защ  |  | Хьяльмар Сиверсен    |
| ПЗ   |  | Эрлинг Лорк          |
| ПЗ   |  | Хенрик Нордби        |
| ПЗ   |  | Хеннинг Визе         |
| НП   |  | Кнут Хейердал-Ларсен |
| НП   |  | Виктор Нюстед        |
| НП   |  | Николай Рамм Эстгорд |
| НП   |  | Эрлинг Мартманн      |
| НП   |  | Рольф Мартманн       |

| Одд: |  |                    |
|      |  |                    |
| Вр   |  | Якоб Абрахамсен    |
| Защ  |  | Педер Хенриксен    |
| Защ  |  | Мариус Лунд        |
| ПЗ   |  | Бернхарт Халворсен |
| ПЗ   |  | Фритхйоф Нильсен   |
| ПЗ   |  | Эйвинд Стенсруд    |
| НП   |  | Отто Ольсен        |
| НП   |  | Бьярне Гулбрандсен |
| НП   |  | Йохан Нильсен      |
| НП   |  | Бертхолд Петтерсен |
| НП   |  | Даниэль Гасман     |